# 744 Aguntina
744 Aguntina este un asteroid din centura principală, descoperit pe 26 februarie 1913, de Joseph Rheden.